# National Bird
National Bird ist ein Dokumentarfilm von der Regisseurin Sonia Kennebeck über den zunehmenden militärischen Einsatz von Drohnen durch die Vereinigten Staaten. Er wurde 2016 veröffentlicht und unter anderem von Ines Hofmann Kanna und Sonia Kennebeck produziert.

## Inhalt
National Bird begleitet drei Veteranen des US-Militärs, die in unterschiedlichen Funktionen beteiligt an Präventivschlägen, also gezielten Tötungen im Zuge des Krieges gegen den Terror durch Drohnen waren, welche später eine Gewissenskrise durchleben.
Die drei Protagonisten Lisa, Daniel und Heather werden zu Whistleblowern, die ausführlich von ihrem Erlebten berichten und sowohl ihre individuelle Haltung und Wandlung darstellen sowie auch Stellung zur politischen und militärischen Entwicklung beziehen.
Daniel arbeitete für die National Security Agency (NSA) und nimmt inzwischen an Antikriegs-Demonstrationen teil. Noch während der Dreharbeiten wurde sein Haus vom FBI durchsucht, das Ermittlungsverfahren läuft, er soll auf Grund von Spionage angeklagt werden. Eine Verhandlung hat noch nicht begonnen, sein aktueller Aufenthaltsort ist unbekannt.
Lisa präsentiert im Film ein Anerkennungsschreiben des US-Militärs, in dem ihr für die Hilfe bei der Identifizierung von 121.000 „Zielen“ im Verlaufe einer Zwei-Jahres-Periode gedankt wird. Sie legt dann dem Zuschauer nahe, selbst hochzurechnen, wie viele Tote es durch solche Identifizierungen seit dem Beginn des Krieges in Afghanistan ab 2001 gegeben habe. Es sei, „als gäbe es keine Grenzen mehr.“
Heather war eine US-Air-Force-Datenanalystin, die aufgrund ihrer indirekten Beteiligung an Kampfeinsätzen an einer posttraumatischen Belastungsstörung leidet und Probleme hat, einen Psychotherapeuten – mit der notwendigen Freigabe für ihre Geheimhaltungsstufe – zu finden. Sie erhielt als eine der ersten Drohnen-Programm-Veteranen eine Invalidenrente auf Grund von PTBS.
Der Film wechselt später den Schauplatz nach Afghanistan und zeigt Lisa bei Treffen mit Überlebenden eines Angriffs einer Predator-Drohne mit Hellfire-Raketen aus dem Jahr 2010. Bei diesem Angriff, wurden 23 Zivilisten getötet – das Geschehen wurde Gegenstand eines Untersuchungsausschusses.
Dem Bildmaterial aus den Kameras der Angriffsdrohnen und Aussagen der Betroffenen werden Auszüge aus Barack Obamas Rede über die Präzision und Zuverlässigkeit der modernen Kriegsführung gegenübergestellt.
Zu Wort kommen auch der US-General a. D. Stanley A. McChrystal und die Anwältin der Protagonisten Jesselyn Radack, die selbst als Whistleblowerin und Rechtsbeistand von Edward Snowden bekannt wurde.

## Produktion
“I made this film in part to highlight the repercussions of future governments holding these powers, but I don’t think many people realize how bad things already are under Obama, the whistleblowers in the film took great risks, because they felt that people need to know what is happening inside the drone program. But, over the course of our shooting, the film ended up being as much about the consequences of whistleblowing as it did about the drone program itself.”

„Ich habe diesen Film gedreht, um die Rückwirkungen solcher Macht für zukünftige Regierungen aufzuzeigen – aber ich glaube, viele Leute erkennen gar nicht, wie schlimm die Dinge schon unter Obama stehen. Die Whistleblower im Film haben große Risiken auf sich genommen, weil sie glaubten, die Menschen müssten erfahren, was innerhalb des Drohnen-Programms vor sich geht, aber im Verlaufe der Dreharbeiten entwickelte sich der Film dahingehend, zu gleichen Teilen die Konsequenzen von Whistleblowing darzustellen, wie das Drohnen-Programm selbst.“

Die Protagonisten des Films waren in ihrer ehemaligen Tätigkeit Geheimnisträger und hatten Umgang mit Informationen, die einer Geheimhaltungsstufe unterlagen. Die vor der Kamera getätigten Aussagen wurden daher durch Anwälte auf ihre Unbedenklichkeit geprüft, um eine Anklage etwa unter dem Espionage Act von 1917 zu verhindern.

## Filmpreise
National Bird wurde bis Januar 2017 für drei Filmpreise nominiert, gewann aber keine der Auszeichnungen. Nominiert war der Film für:
- den „Amnesty International Film Prize“ 2016 des  Berlin International Film Festivals[6]
- die Auszeichnung „Best Documentary“ 2016 des East End Film Festivals
- den „Golden Gate Award“ 2016 des San Francisco International Film Festivals

Die Deutsche Film- und Medienbewertung FBW in Wiesbaden verlieh dem Film das Prädikat besonders wertvoll.